# Initiative de Chiang Mai
L'initiative de Chiang Mai est un accord multilatéral de swaps de devises signé par les dix membres de l'Association des nations de l'Asie du Sud-Est (ANASE), ainsi que par la Chine, le Japon et la Corée du Sud. Ces pays disposent d'un panier commun de réserves de change d'une valeur de 120 milliards de dollars, dans laquelle ils peuvent se servir en cas de crise financière majeure. En 2012, le panier dispose de réserves à hauteur de 240 milliards de dollars. L'initiative a été lancée le 24 mars 2010.

## Historique
L'initiative de Chiang Mai est la suite d'accords de coopération financière mis en place par les pays de l'Asie du Sud-Est depuis les années 1970. En 1977, l'Asian Swap Arrangement avait été mis en place par les cinq premiers membres de l'ANASE, puis avait été étendu aux cinq autres pays membres lors du sommet des ministres des Finances de l'ANASE à Brunei, en mars 2000.
L'initiative de Chiang Mai est le fruit d'un processus diplomatique s'étalant sur une dizaine d'années. Des premières négociations commencent à Chiang Mai, en Thaïlande, le 6 mai 2000, avec l'ASEAN plus trois. Après l'épisode des crises financières asiatiques de la fin des années 1990, la position des pays de la zone évolue sur la possibilité d'une coopération institutionnelle renforcée. L'initiative du 6 mai 2000 visait à ce que la région puisse gérer elle-même ses problèmes de liquidité à court terme et qu'elle n'ait pas à être entièrement dépendante du Fonds monétaire international,.
La première version de l'ICM, celle des années 2000, se montre peu efficace. En mai 2009, une réforme appelée Initiative de multilatéralisation de Chiang Mai est mise en place. Les réserves sont détenues par les banques centrales nationales, et les réserves en question sont sujettes à un seul accord multilatéral.

## Fonctionnement
Un accord multilatéral lie les pays membres. Ils disposent de lignes de swaps prédéterminées grâce à une mise en commun virtuelle de ressources, activables en cas de crise afin de remplir des obligations de paiement de dette de court terme libellée en monnaie étrangère.
Les droits de tirage permis par cette initiative peuvent être utilisés pour suppléer aux mesures du FMI. L'ICM est donc compatible avec le cadre du FMI.